# Santarcangelo Calcio
Maillots
Le Santarcangelo Calcio est un club italien de football. Il est basé à Santarcangelo di Romagna, dans la province de Rimini en Émilie-Romagne. En 2015-2016, le club participe à la Lega Pro, soit le 3e niveau du football italien.
Ses couleurs sont le jaune et le bleu.

## Historique
Le Santarcangelo Calcio a remporté un championnat de Serie D. C'est actuellement le seul exemple de société directement soutenue par ses tifosi. En 2009, 10 % de la propriété a été achetée par l'Association sportive Squadramia (« mon équipe »).
Il joue ses matches au Stadio Comunale Valentino-Mazzola (3 000 places).